# Fannia tibialis
Fannia tibialis är en tvåvingeart som beskrevs av Malloch 1913. Fannia tibialis ingår i släktet Fannia och familjen takdansflugor. Inga underarter finns listade i Catalogue of Life.